# Qami
«Qami» (Armenio: Քամի, Español: "Aire") es una canción interpretada por el cantante armenio Sevak Khanagyan. Representó a Armenia en el Festival de la Canción de Eurovisión 2018 y fue hecha (tanto letra como música) por Khanagyan con Anna Danielyan y Viktorya Maloyan.[cita requerida]